# 高陆公主
高陆公主（?—?），《陈书》稱為高陵公主，晋朝公主，司马懿第二女，司马师、司马昭的姐妹。
在曹魏的时候，她嫁给后来晋朝的名将杜预，公主在晋朝建立前去世，司马炎建立西晋，追封姑母为高陆公主，谥号宣，并没有封杜预为驸马都尉。南朝陈时，袁枢曾经对公主在王朝建立前去世，其夫是否封为驸马加以讨论。